# Les Blancs ne savent pas sauter (jeu vidéo)
Pour le film, voir Les Blancs ne savent pas sauter.
Les Blancs ne savent pas sauter (White Men Can't Jump) est un jeu vidéo de basket-ball basé sur le film homonyme sorti en 1996 sur Jaguar. Le jeu a été développé par High Voltage Software puis édité par Atari.

## Système de jeu
Il s'agit d'un jeu de basket-ball de rue à deux contre deux similaire à Barkley: Shut Up and Jam! et Jammit, dans lequel les joueurs prennent le contrôle de l'une des quatorze équipes disponibles, chacune composée de deux joueurs de basket-ball pour un total de vingt-huit personnages jouables à choisir dans une série de matchs sur des terrains extérieurs dans différents lieux de la région de Los Angeles, à l'exception de l'Inglewood Forum, qui se déroule sur un terrain intérieur et n'est disponible qu'en mode Tournoi. Bien que similaire à NBA Jam en termes de gameplay et de contrôles, le jeu offre un rythme plus rapide et plus agressif, car il contient moins de règles de jeu et ne pénalise jamais aucun joueur, imitant ainsi la nature plus souple et plus rude du basket-ball urbain. L'emplacement du terrain n'a aucun effet sur le jeu, mais chaque personnage jouable dispose d'un ensemble unique de compétences, ce qui encourage les joueurs à trouver le personnage qui correspond le mieux à leur style de jeu.

## Dans la culture populaire
Le jeu fait une apparition dans l'épisode de AVGN consacré aux jeux 3DO. Il est vivement critiqué pour sa direction artistique et son gameplay médiocres[réf. nécessaire].